# Ами Боуе
Ами Буе (Хамбург, 16. март 1794 — Беч, 21. новембар 1881), био је аустроугарски лекар, путописац, геолог и географ, немачког порекла, који је одрастао и школовао се у Немачкој, а затим у Женеви, Паризу и Единбургу.
Као студент медицине на универзитету у Единбургу, упознао се са Робертом Џејмсоном, који га је својим предавањима из геологије и минералогија толико заинтерисовао, да је Буе одлучио да прекине студије медицине и даље своје школовање и живот посвети путовањима и изучавању геологије и географије.
Данас је Ами у научној јавности познат не само као пионир аустријске геологије, већ и као један од зачетника успостављања и одржавања међународних и националних геолошке односа.

## Живот и каријера
Ами Буе је рођен у Хамбургу, Немачка 16. март 1794. у богатој породици Хугенота или калвиниста (француских протестанта, припадника Протестантске реформистичке цркве Француске), од оца Анрија (Henri Boué 1767—1848), и мајке Сузане (Suzanne de Chapeaurouge, 1772—1804). Своје школовање започео је прво у родном Хамбургу а затим наставио у Женеви.
Буе је још током студија започео геолошка истраживања по разним деловима Шкотске и Хебридима. По завршетку студија 1817. населио се у Паризу.
Током 1841. Буе се настанио и свој живот и дело наставио у Бечу, у коме је узео и аустријско држављансво.

## Дело
Ами Буе је 1820. у свом делу Essai géologique sur l'Ecosse објавио резултате геолошких истраживања вулканских стена, у којим је по први пут, ове стене описао на на посебан и врло методичан начин.
У циљу свеобухватних истраживања Буе је спровео бројна студијска путовања по Немачкој, Аустрији и Јужној Европи, у току којих је проучавао разнолике геолошке формације, и на тај начин био пионир геолошких истраживања на овим просторима.
Био је и један од оснивача Француског геолошког друштва (Société Géologique de France) 1830., и један од његових председника 1835.
Царска Академија наука из Беча објавила је његове најважније радове из области геологије балканских земаља, из периода од 1859. до 1870. године.
Буе је лично објавио већи број значајних путописа и научних дела из области геологије и географије;
- Мемоаре из геологије и палеонтологије Mémoires géologiques et paléontologiques (у Паризу, 1832)
- Научну студију La Turquie d'Europe (у Паризу, 1840), у којој је изнео сопствена географска, геолошка и природословна запажања са путовања по тадашњим турским земљама на југу Европе. У овој студији Ами је обрадио делове Босне, Србије, Црне Горе, Албаније, Македоније, Бугарске и Грчке, и то не само са геолошког, већ и са географског, природословног (флора и фауна) етнографског, привредног и историјског становишта.
- Етнографска карта Балкана из 1847.
- Етнографску карту турских земаља Балканског полуострва из 1849. Ово је била прва објављена карта те врсте.
- Sur l'établissement de bonnes routes et surtout de chemins de fer dans la Turquie d'Europe, (1852)
- Essai géologique sur l'Écosse (1820)
- Synoptische darstellung der die erdrinde ausmachenden formazionen, so wie der wichtigsten, ihnen untergeordneten, massen (1827)
- Autobiographie du Docteur médécin Ami Boué, né à Hambourg le 16 mars 1794 et mort comme autrichien à Vienne. (1879)
- Über die türkischen Eisenbahnen und ihre grosse volkswirthschaftliche Wichtigkeit:besonders einiges für Österreich und Ungarn/von A. Boué (1877).
- Mémoires géologiques et paléontologiques, pub. par A. Boué ... t. I. Avec quatre planches. (1832)
- Recueil d'itinʹeraires dans la Turquie d'Europe : détails gʹeographiques, topographiques et statistiques sous cet empire (1854)
- Guide du géologue-voyageur, sur le modèle de l'Agenda geognostica de M. Léonhard/par Ami Boué. by Boué, Leonhard, Karl Cäsar von, 1779-1862. Agenda geognostica (1835)
- Die europäische Türkei. Von Ami Boué. (La Turquie d'Europe par A. Boué. Paris, 1840) Deutsch hrsg. von der Boué-stiftungs-commission der Kais. akademie der...by Boué, Ami, 1794-1881. Kaiserl. Akademie der Wissenschaften in Wien. Mathematische-Naturwissenschaftliche Klasse. Kommission für die Boué-stiftung (1889).

## Признања
- Научна награда за геологију, Волстонова медаља (Wollaston Medal) основана 1831., као највише признање које додељује Геолошко друштво у Лондону (Geological Society of London), додељена је Буе 1847. године.
- У знак признања за допринос науци у области геологије, географије и етнографије, по њему данас улице у Бечу, Будимпешти и Софији носе његово име.